# Annaberg-Lungötz
Annaberg-Lungötz je naselje v zvezni deželi Salzburg, Avstrija.